# Asymtomatisk
Asymtomatisk innebär att en person bär på en sjukdom eller infektion utan att uppleva några symtom på detta.  Personen är sjuk utan att veta om det.  Asymtomatiska tillstånd kallas ibland även subkliniska.
Asymtomatiska tillstånd kan vara viktiga att identifiera av flera orsaker:
- Ofta kan en sjukdom vara mycket lättare att behandla och bota i ett tidigt asymtomatiskt stadium, än senare när symtom visar sig.  Exempel på detta är cancer.
- En asymtomatisk sjukdom som högt blodtryck eller hypotyreos kan kräva behandling för att förhindra senare allvarliga följdverkningar.[1][2]
- En patient med en asymtomatisk infektion kan vara smittbärare och smitta andra.